# Јихлава
Јихлава (чеш. Jihlava) је значајан град у Чешкој Републици. Јихлава је седиште управне јединице Височина крај, где чини засебан округ Јихлава. Према подацима из 2022. године има око 50.000 становника.
Са положајем на преко 520 m надморске висине Јихлава је највиши велики град у Чешкој Републици. Ископавање сребра овде је почело 1234. године, а краљевски рударски град је основан између 1233. и 1240. године. То је стога и најстарији рударски град у држави. Због рударских послова, постепено је овде настала велика заједница немачког говорног подручја.

## Географија
Јихлава се налази у средишњем делу Чешке републике и удаљена је од главног града Прага 132 km југоисточно. Град лежи на граници између историјских покрајина Моравске и Бохемије.

### Рељеф
Јихлава се налази у средишњем и највишем делу Чешко-Моравске висоравни. Град и околина су на покренутом терену, на око 520 m надморске висине.

### Клима
Клима области Јихлаве је умерено континентална.

### Воде
Град Јихлава се управо образовао на истоименој речици Јихлави, која тече ка Моравској.

## Историја
Старо словенско насеље се у средњем веку спојило са рударским градом на месту садашње Јихлаве. Касније, насеље је било насељено немачким дошљацима из Баварске и Саксоније.
У доба Хуситских ратова, Јихлава је била католичко упориште које је одолело свим нападима. Код Јихлаве је 5-ог јула 1436. године, потписан уговор са Хуситима, којим је цар Сигисмунд признат за краља Чешке. Мермерни рељеф у близини града означава место где се Фердинанд I, 1527. године, заклео на верност бохемским земљама.
За време Тридесетогодишњег рата град су два пута заузимали Швеђани. Јихлава је 1742. године пала у руке Пруске.
Године 1860. године овај град је постао дом у коме је аустријски композитор Густав Малер провео детињство.
Пре 1945. године. Јихлава је била друга највећа немачка енклава у Чехословачкој. Неколико недеља после завршетка Другог светског рата немачко становништво Јихлаве је протерано. Процењује се да су стотине људи умрле на маршу за Аустрију.
Јеврејска синагога из 1862–1863. спаљена је 1939. Већина јеврејског становништва Јихлаве, које је бројало преко 1.000 људи, депортовано је и убијено током Холокауста у Чешкој и Моравској..

## Становништво
Јихлава данас има мало више од 50.000 становника и последњих година број становника у граду расте. Поред Чеха у граду живе и Словаци и Роми.

## Градске знаменитости
Међу најзначајнијим споменицима Јихлаве су цркве Светог Јакова, Св. Игњација Лојоле, Св. Јована Крститеља и Св. Павла, затим градска већница, и катакомбе. Значајно је и јеврејско гробље, на коме су гробови родитеља Густава Малера.

## Партнерски градови
- Семилуки

## Галерија
- Црква светог Јакова
- Древне зидине града
- Стара градска капија
- Једно од градских здања